# Монкньютон
Монкньютон (англ. Monknewton) — деревня в графстве Мит в Ирландии, примерно в 3 км восточнее Слейна. Расположена на реке Матток.
Монкньютон находится в северной части комплекса памятников эпохи неолита Бру-на-Бойн, включённого в список Всемирного наследия ЮНЕСКО. В Монкньютоне расположены два археологических памятника — ритуальный пруд и хендж. Предположительно пруд относится к позднему неолиту и был добавлен к уже существующему комплексу. Он имеет 30 м в диаметре и глубину 2 м (высота земляных берегов), наполнен водой. Возможно, что комплекс в Монкньютоне использовался для обрядов, предшествовавшим обрядам, связанным с более южными комплексами долины Бойна, такими как Ньюгрейндж, или для завершения последних.